# Doliocarpus hispidus
Doliocarpus hispidus är en tvåhjärtbladig växtart som beskrevs av Standley och L. O. Williams. Doliocarpus hispidus ingår i släktet Doliocarpus och familjen Dilleniaceae. Inga underarter finns listade i Catalogue of Life.